# Go Yoon
Go Yoon (en hangul, 고윤; nombre de nacimiento, Kim Jong-min, en hangul 김종민; nacido en Seúl el 12 de septiembre de 1988) es un actor surcoreano.

## Vida personal
Es hijo del político conservador Kim Moo-sung, y tiene dos hermanas mayores. Kim Moo-sung fue líder del partido Saenuri y miembro de la Asamblea Nacional durante cinco legislaturas. Este, según algunos medios periodísticos, es el motivo por el que eligió el nombre artístico de Go Yoon («Brillar en lo alto») que lo desligara del apellido paterno, aunque el propio actor lo ha negado, y, sobre todo en los inicios de su carrera, en muchas noticias sobre el actor se resaltaba esta relación familiar. Por su parte, su padre negó públicamente que lo estuviera ayudando en absoluto.
También tiene una relación de parentesco con la actriz Shim Hye-jin: el marido de esta, Han Sang-gu, es primo de Go Yoon.
Asistió a la escuela secundaria en Estados Unidos, donde también hizo parte de sus estudios universitarios de economía en la Universidad de Lehigh. Mientras estaba realizando el servicio militar, en una licencia vio el musical Spring Awakening, protagonizado por Jo Jung-seok, y le impresionó tanto la actuación de este que ahí nació su interés por convertirse en actor. Tras concluir el servicio militar, Go Yoon volvió a Estados Unidos, pero al poco tiempo su vocación de actor lo llevó a regresar a Corea sin el conocimiento de sus padres, que solo entonces supieron de aquella; estudió después en la Universidad Dongguk, donde se graduó en Artes.

## Carrera
Debutó en 2011 con la película Marrying the Mafia IV. Posteriormente, se hizo conocido por desempeñar un papel secundario en el drama de KBS2 de 2013 Iris II: New Generation. En 2014 obtuvo un papel secundario, el del doctor Hyun Bong-hak, en la película Oda a mi padre; el gran éxito de este filme, que vendió más de diez millones de entradas, ayudó a que el público lo conociera.
Desde entonces, según el propio actor, ha interpretado «papeles pequeños y no hay género que no haya interpretado, incluidos series diarias, de fin de semana y éxitos de taquilla, y tampoco hay ningún personaje que no haya interpretado, como un asesino, un magnate, un gángster o un oficial de policía».

## Filmografía

### Cine
| Año  | Título                | Hangul                      | Papel            | Notas                                     | Ref.          |
| ---- | --------------------- | --------------------------- | ---------------- | ----------------------------------------- | ------------- |
| 2011 | Marrying the Mafia IV | 가문의 영광 4 - 가문의 수난 | Luchador japonés |                                           | [ 7 ]         |
| 2013 | Iris 2: The Movie     | 아이리스 2                  | Yoo Jin          |                                           | [ 8 ]         |
| 2014 | Oda a mi padre        | 국제시장                    | Hyun Bong-hak    |                                           | [ 9 ]         |
| 2015 | Love Forecast         | 오늘의 연애                 | Jae-joong        |                                           | [ 10 ]        |
| 2016 | Operation Chromite    | 인천상륙작전                | Oh Dae-soo       |                                           | [ 11 ] [ 12 ] |
| 2018 | Love in Time          | 사랑, 시간에 머물다         | No Jin-woo       | Serie web estrenada primero como película | [ 13 ] [ 14 ] |
| 2020 | Steel Rain 2: Summit  | 강철비2: 정상회담           | Jefe Han         |                                           |               |
| 2020 | Farewell Restaurant   | 이별식당                    | Hae-jin          | Protagonista; película musical            | [ 15 ]        |
| 2023 | Marrying the Mafia    | 가문의 영광: 리턴즈         | Jong-chil        |                                           | [ 16 ]        |

### Series de televisión
| Año     | Título                  | Papel         | Canal     | Notas                         | Ref.          |
| ------- | ----------------------- | ------------- | --------- | ----------------------------- | ------------- |
| 2013    | Iris II: New Generation | Yoo Jin       | KBS2      |                               | [ 2 ]         |
| 2014    | Hotel King              | Park Do-jin   | MBC       |                               | [ 17 ]        |
| 2014    | Mr. Back                | Kang Ki-chan  | MBC       |                               |               |
| 2015    | Love on a Rooftop       | Jung Yoon-ho  | KBS2      |                               | [ 18 ] [ 19 ] |
| 2016    | Pied Piper              | Jung Hyun-ho  | tvN       |                               | [ 3 ]         |
| 2016    | Monster                 | Cha Woo       | MBC       |                               | [ 20 ]        |
| 2017    | Criminal Minds          | Prof. Lee Han | tvN       | Protagonista                  | [ 21 ] [ 22 ] |
| 2018    | The Rich Son            | Park Hyun-bin | MBC       |                               | [ 23 ]        |
| 2018    | Love in Memory          | Noh Jin-woo   | Naver TV  | Serie web; protagonista       | [ 13 ] [ 14 ] |
| 2019-20 | Queen: Love and War     | Gae-pyung     | TV Chosun |                               | [ 24 ]        |
| 2021    | Sisyphus: The Myth      | Jung Hyun-ki  | JTBC      |                               | [ 25 ] [ 26 ] |
| 2022    | Adamas                  | Park Yo-won   | tvN       |                               | [ 27 ]        |
| 2022    | Stock Struck            | Choi Jin-wook | TVING     | Serie web                     | [ 28 ]        |
| 2022-23 | La gran apuesta         | Choi Il-ho    | Disney+   | Serie web                     | [ 29 ]        |
| 2023    | Missing: The Other Side | Jung Ji-hoon  | OCN       | Aparición especial, ep. 14    |               |
| 2024    | Beauty and Mr. Romantic | Gong Jin-dan  | KBS2      |                               | [ 30 ] [ 31 ] |
| 2024    | Cisne rojo              | Kim Yong-min  | Disney+   | Serie web                     | [ 32 ]        |
| 2025    | Motel California        | Victor        | MBC       | Aparición especial, ep. 1 y 9 | [ 33 ]        |

## Otras actividades

### Variedades televisivas
| Año  | Programa      | Función  | Canal | Notas                                          | Ref.          |
| ---- | ------------- | -------- | ----- | ---------------------------------------------- | ------------- |
| 2021 | Upgrade Human | Invitado | tvN   | 17 de abril; aparece con su padre Kim Moo-sung | [ 34 ] [ 35 ] |